# Oshino
Oshino (忍野村 Oshino-mura?) es una villa en la prefectura de Yamanashi, Japón, localizada en la parte central de la isla de Honshū, en la región de Chūbu. Tenía una población estimada de 9270 habitantes el 1 de marzo de 2021 y una densidad de población de 370 personas por km².

## Geografía
Oshino está localizada en el sureste de la prefectura de Yamanashi, en las estribaciones del monte Fuji. El pueblo se caracteriza por sus abundantes aguas de manantial del monte Fuji.

## Historia
Durante el período Edo, toda la provincia de Kai era territorio bajo control directo del shogunato Tokugawa. Con el establecimiento del sistema de municipios modernos a principios del período Meiji, el 1 de abril de 1889 se creó la aldea de Oshino dentro del distrito de Minamitsuru en la prefectura de Yamanashi

## Demografía
Según los datos del censo japonés, la población de Oshino ha crecido ligeramente en los últimos 30 años.
| Gráfica de evolución demográfica de Oshino entre 1940 y 2015 |
|                                                              |
| Oficina de Estadística de Japón                              |

## Ciudades hermanas
- Charnay-lès-Mâcon, Saône-et-Loire, Borgoña, Francia.[9]